# Coworkers
Coworkers ist die Dachmarke der Vereine Hilfe für Brüder International e. V. und Christliche Fachkräfte International e. V. mit Sitz in Stuttgart. Die Dienste der Missionsvereine begannen 1980 im Auftrag der Deutschen Evangelischen Allianz (DEA) und der Arbeitsgemeinschaft Evangelikaler Missionen (AEM). Sie verstehen sich als Personaldienste für evangelikal geprägte Kirchen und Hilfswerke in aller Welt. Die Vereine zählen zu den überkonfessionellen Missionsgesellschaften.

## Geschichte
Die Gründer Ernst Vatter und Winrich Scheffbuch schrieben 1980 in ihrem ersten Brief von Hilfe für Brüder an die Freunde über die Anfänge, dass sie immer wieder Hilferufe aus Afrika, Asien, Lateinamerika und Osteuropa erreichten, die unentbehrlichen Ernährungs- und Entwicklungsprogramme durch Unterstützung bei der Evangelisation und Gemeindegründung zu ergänzen.
Bis 2021 bildeten die drei Hilfswerke „Hilfe für Brüder International“ (gegründet 1980), der 1984 gegründete Entwicklungshelferdienst „Christliche Fachkräfte International“ und ab 1995 der Vermittlungsdienst für Kurzzeiteinsätze „Co-Workers International“ den Verbund „Gottes Liebe Weltweit“. Sie betreuten 224 Projekte in 79 Ländern (Stand 2020). 2014 wurden das staatliche Programm CFI-Freiwilligendienste sowie die Praktikumsvermittlung ChanceMent gestartet.
Seit Mai 2021 wird die Arbeit der Vereine unter der Dachmarke Coworkers mit den Arbeitszweigen „Projekte“, „Fachkräfte“ und „Freiwillige“ fortgeführt. Ziel ist die finanzielle Unterstützung lokaler Christen sowie die Entsendung von Fachkräften, Freiwilligen und Studierenden. Aktuell betreut das Gesamtwerk Projekte in rund 90 Ländern. Von ihm ausgesandte Entwicklungshelfer und Freiwillige sind in etwa 50 Ländern bei einheimischen Kirchen und christlichen Organisationen im Einsatz.

## Arbeitszweige

### Projekte
Der Arbeitszweig Projekte (bis 2021 „Hilfe für Brüder International e. V.“) unterstützt seit 1980 christliche Initiativen durch finanzielle Hilfe und arbeitet mit Christen in 100 Ländern weltweit zusammen.

### Fachkräfte
Der Arbeitszweig Fachkräfte (bis 2021 „Christliche Fachkräfte International e. V“) vermittelt Fachkräfte nach dem Entwicklungshelfer-Gesetz und wird durch das Bundesministerium für wirtschaftliche Zusammenarbeit und Entwicklung kofinanziert. Mitarbeiter werden in Projekte von Partnerorganisationen weltweit in den Bereichen Bildung, Beratung, Gesundheit, Technik und Landwirtschaft entsandt. Fachkrafteinsätze dauern mindestens 2 Jahre. Schwerpunkt der Arbeit ist die Förderung und Ausbildung einheimischer Mitarbeiter der nationalen Kirchen und die Unterstützung von christlichen Organisationen. Mit dem 2016 gestarteten Bereich „ChanceMent“ können Studenten ihre Pflichtpraktika im Ausland ableisten, die zwischen 3 und 6 Monate dauern.
Seit 1981 führt er die im Januar (anfangs alle zwei Jahre, seit 2004 jährlich) stattfindende Informationsveranstaltung „Jugend·Missions·Konferenz“ (JuMiKo) im ICS Stuttgart durch. Hier erhalten Interessenten Fachvorträge, Gesprächsaustausch mit erfahrenen Missionaren, konkrete Berufsberatung und Auskunft über offene Stellen. Mit über 100 Ausstellern ist sie Deutschlands größte Fachmesse für Berufe in Mission und Entwicklungshilfe. Veranstalter ist die Lebendige Gemeinde. Christusbewegung in Württemberg in Zusammenarbeit mit Gemeinschafts- und Jugendverbänden, Bibelschulen sowie evangelikalen Missionswerken.

### Freiwillige
Seit 1995 unterstützt der Jugend-Freiwilligendienst einheimische Kirchen, Entwicklungshelfer und Missionare weltweit in ihrem geistlichen Auftrag. die Freiwilligen sind mindestens 18 Jahre alt, haben eine abgeschlossene Schul- oder Berufsausbildung und haben zuvor schon in einer christlichen Jugendarbeit oder Gemeinde mitgearbeitet. Die Einsatzdauer ist abhängig von der Art der Arbeit und den Anforderungen der Einsatzstelle und dauern max. 1 Jahr. In der Regel dauern Einsätze zwischen sechs und zwölf Monaten. Die meisten Einsätze werden im Rahmen eines Volontariats durchgeführt. Über „Freiwillige“ sind auch Einsätze über die staatlich geförderten Programme Internationaler Jugendfreiwilligendienst (IJFD) und Weltwärts möglich.

## Träger

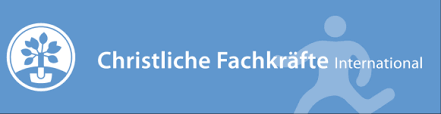

Träger der Coworkers Dienste sind der Verein „Hilfe für Brüder International“ (HfB), der seit 1980 weltweit christliche Initiativen durch finanzielle Hilfe unterstützt sowie der Verein „Christliche Fachkräfte International“ (CFI). 1985 wurde CFI auf Initiative des damaligen Bundeskanzlers Helmut Kohl durch die Bundesregierung als sechster deutscher Träger des Entwicklungsdienstes anerkannt. Die Vereine sind Mitglied der Arbeitsgemeinschaft Evangelikaler Missionen, der Württembergischen Arbeitsgemeinschaft für Weltmission (WAW), der Arbeitsgemeinschaft der Entwicklungsdienste (AGdD) und dem Netzwerk und Fachstelle für internationale Personelle Zusammenarbeit (AKLHÜ).

## Finanzierung
Die Arbeit von Coworkers finanziert sich aus Entwicklungsgeldern, Spenden und der Unterstützung der „Stiftung Hilfe für Brüder“.

## Leitung
Geschäftsführer war bis 2006 Mitgründer Winrich Scheffbuch, danach Ulrich Weinhold. Seit 2020 wird das Gesamtwerk durch ein Leitungsteam vertreten, bestehend aus den langjährigen Mitarbeitern Tobias Köhler (Projekte, bisher Hilfe für Brüder International mit ChanceMent), Bernd Lutz (Fachkräfte, bisher Christliche Fachkräfte International) und Désirée Schad (Freiwillige, bisher Co-Workers International und CFI-Freiwilligendienste). Die Verantwortung im Vorstand tragen seit 2017 als Vorsitzender Dieter Abrell, bis 2024 Geschäftsführer der Lebendige Gemeinde. Christusbewegung in Württemberg; den stellvertretenden Vorsitz hat der frühere Direktor des Diakonissen-Mutterhauses Neuvandsburg Reinhard Holmer.

## Auszeichnungen
Der Verein CFI erhielt 2018 für ein Projekt in Uganda den Sonderpreis „Innovation und biologische Vielfalt“ des Innovationspreis für Klima und Umwelt.

## Publikationen
- Hilfe für Brüder: Informationen zur Fürbitte, seit 1982, Erscheinungsweise: zweimonatlich (DNB)